# Woodsy Owl

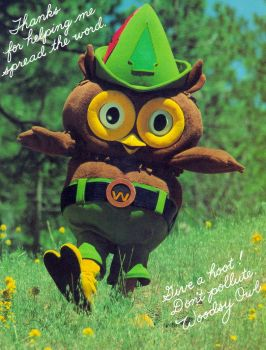
Woodsy Owl

Woodsy Owl est un personnage créé en 1970 par le service américain des forêts. 
Son rôle est d’attirer l’attention des visiteurs des parcs à ne pas polluer, et à jeter leurs détritus dans des poubelles à cet effet.

## Gold Key (1973-1976)
Devinant un personnage populaire, Gold Key l’adapte en comics et lui adjoint un certain nombre de compagnons plus ou moins éphémères comme l’autruche Ollie, le kangourou Konnie ou encore Hot Lion.
La bande est ouvertement destinée à un jeune public. Entre novembre 1973 et février 1976, 10 numéros seront édités. À cela il convient de rajouter le #395 de March of Comics (juillet 1974), journal promotionnel.

## South Park
Woodsy Owl apparaît dans la série animée South Park, en violant notamment le conseiller de l'école M. Mackey dans l'épisode Inseption, m'voyez.